# Alligator (sång)
"Alligator" är en låt av den kanadensiska popduon Tegan and Sara, utgiven som den andra singeln från deras sjätte album Sainthood den 26 oktober 2009. Låten skrevs av Tegan and Sara och producerades av Chris Walla och Howard Redekopp. Den har av Sara beskrivits som en dansig låt och nådde plats 32 på Billboard-listan Hot Dance Club Songs.

## Bakgrund
Fastän både Tegan och Sara står angivna som upphovsmän skrevs "Alligator" huvudsakligen av Sara. När gruppen skulle framföra låten live första gången sa Sara: "Jag är ganska livrädd, för den här. Jag tror inte det kommer bli dåligt, jag tror bara det kommer bli .. intressant" och beskrev den som "dansig".

## Produktion
Låtarna på Sainthood spelades in vid Sound City Studios i Los Angeles samt vid Two Sticks Audio i Seattle, och producerades av Death Cab for Cutie-gitarristen Chris Walla och Howard Redekopp. Musikkritiker fann likheter mellan det elektroniska soundet i "Alligator" och tidiga Madonna.

## Musikvideo
Musikvideon regisserades av Marc De Pape. Videon inleds med att Sara ligger i en säng täckt med snö och Tegan inuti en igloo medan de båda sjunger låten. Sara går sedan över till igloon och plockar ut ett block för att se Tegan. Igloon går dock sönder och Sara försöker hitta Tegan bland blocken. Hon hittar henne och drar ut henne, och de lägger sig sedan på blocken. Parallellt varvas videon med scener där duon och några andra personer dansar.

## Mottagande
"Alligator" möttes av positiv kritik av musikpressen. Allmusic-skribenten Tim Sendra kallade låten för "catchig", medan BBC kommenterade "Saras låtar är vimsiga, fyndiga, tungt elektroniska angelägenheter: kalla, nakna öppnaren 'Arrow', den sjösjuka, okroppsliga 'Night Watch' och barockdiscon i 'Alligator' är alla hennes låtar och alla albumets höjdpunkter". I en albumrecension från Pitchfork Media skrev Joshua Klein att "On Directing" eller "Alligator" var "två självklara höjdpunkter på albumet". Dan Weiss, också från Pitchfork Media, menade att "Inget på Gossips klubborienterade nya album kommer att låta lika bra på dansgolvet som 'over you, over you'-ramsan designad för att motsäga alligatortårarna i titeln här".

## Format och låtlistor
| 1. | Alligator                     | 2:41 |
| 2. | Alligator (Passion Pit Remix) | 3:07 |
| 3. | Alligator (Holy F*** Remix)   | 3:23 |
| 4. | Alligator (Four Tet Remix)    | 5:19 |
| 5. | Alligator (Murge Remix)       | 2:14 |

| 1. | Alligator                     | 2:41 |
| 2. | Alligator (Passion Pit Remix) | 3:07 |

| 1.  | Alligator (Holy F*** Remix)                | 3:23 |
| 2.  | Alligator (Passion Pit Remix)              | 3:07 |
| 3.  | Alligator (Toro Y Moi Remix)               | 4:08 |
| 4.  | Alligator (VHS or Beta Remix)              | 5:20 |
| 5.  | Alligator (Doveman Remix)                  | 3:19 |
| 6.  | Alligator (Four Tet Remix)                 | 5:19 |
| 7.  | Alligator (Murge Remix)                    | 2:14 |
| 8.  | Alligator (Ra Ra Riot Remix)               | 2:47 |
| 9.  | Alligator (Automatic Panic Extended Remix) | 5:06 |
| 10. | Alligator (Hi-Def Remix)                   | 3:37 |
| 11. | Alligator (Dave Sitek Remix)               | 3:39 |
| 12. | Alligator (Sara's Demo)                    | 2:41 |

| 13. | Alligator (Kevin St. Croix Remix)  | 8:24 |
| 14. | Alligator (Mad Decent 1 Remix)     | 5:50 |
| 15. | Alligator (Josh Harris Club Remix) | 6:31 |
| 16. | Alligator (Hamel Remix)            | 6:39 |

## Medverkande
Tegan and Sara
- Tegan Quin – sång, gitarr, keyboard
- Sara Quin – sång, gitarr, keyboard, slagverk

Övriga musiker
- Ted Gowans – gitarr, keyboard
- Jason McGerr – trummor
- Chris Walla – bas, keyboard, gitarr, slagverk

Produktion
- Andy Brohard – tekniker
- Adam Fuller – tekniker
- Alec Gomez – tekniker
- Jackson Long – tekniker
- Stephen Marcussen – mastering
- Andrew Maury – tekniker
- Howard Redekopp – producent
- Dave Sardy – ljudmix
- Chris Walla – producent

Enligt albumet Sainthood. Information från Discogs.

## Listplaceringar
| Lista (2009)                         | Högsta position |
| ------------------------------------ | --------------- |
| Kanada (Rock/Alternative)            | 29              |
| USA Hot Dance Club Songs (Billboard) | 32              |